# Филмор (окръг, Небраска)
Вижте пояснителната страница за други значения на Филмор.
Окръг Филмор (на английски: Fillmore County) е окръг в щата Небраска, Съединени американски щати. Площта му е 1494 km², а населението - 6634 души (2000). Административен център е град Дженива.